# Synnomos egaria
Synnomos egaria är en fjärilsart som beskrevs av Felder 1875. Synnomos egaria ingår i släktet Synnomos och familjen mätare. Inga underarter finns listade i Catalogue of Life.